# Geoffrey Colin Shephard
Geoffrey Colin Shephard, född den 16 augusti 1927, död den 3 augusti 2016 i Norwich var en brittisk matematiker. Han doktorerade vid Universitetet i Cambridge 1954 under ledning av John Arthur Todd med en avhandling om regelbundna komplexa polytoper. Han ägnade sig framförallt åt kombinatorik och diskret geometri. Efter att först ha arbetat vid University of Birmingham, verkade han sedan som professor vid University of East Anglia från 1967, tills han pensionerades 1984.
Shephard var mycket aktiv i London Mathematical Society och vartannat år delar sällskapet ut Shephard Prize till hans ära.